# 赵日天
赵日天，该角色首次出现在Ac匿名版一个讨论串中，后来成为中国大陆的网络流行语。

## 起源
2013年11月6日，Ac匿名版的一名用户发一个讨论串，并在讨论串中称要写一部小说，小说简介为：
|  | 李杀神、王诛魔和刘斩仙三位少年做梦也没有想到会在狼牙区飞虎路私立断罪小学再度聚首，面对校园里号称屠遍三界的“魔神”，四年级的赵日天，他们能否力挽狂澜，再度改写被上天诅咒的命运呢？！ 起点大神龙组氵狂少倾力打造，《狂霸天下之我最牛逼》，敬请期待！ |

该用户并没有在讨论串中发布小说的内容，但由于简介具有幽默效果，所以其他用户进行续写，并形成一部带有香港漫畫风格的小说。

## 发展
2014年5月4日，acfun一名叫有一用户名为“一大碗雪橇”的弹幕视频网站Acfun用户上传歌曲《老子名叫赵日天》。该歌曲以《妳如此美麗》为背景音乐并进行改词翻唱。使得赵日天在ACFUN廣為人知。后ACFUN用户将赵日天推广到斗鱼TV（斗鱼TV前身为ac生放送，因此斗鱼前期用户多为acfun用户），进一步向贴吧、微博扩散，其后流行于网络大众。

## 相關作品
- 《断罪小学》：画家糖小云在有妖气发表的漫画。赵日天是李杀神、王诛魔和刘斩仙的讨伐对象，但是尚未正式登场。
- 《尸兄》：赵日天首次登场于第152集，是血莲教教主亲传弟子。[7]